# Vimba
Vimba is een geslacht van straalvinnige vissen uit de familie van karpers (Cyprinidae).

## Soorten
- Vimba elongata (Valenciennes, 1844)
- Vimba melanops (Heckel, 1837)
- Vimba mirabilis (Ladiges, 1960)
  - = Acanthobrama mirabilis Ladiges, 1960
- Vimba vimba (Linnaeus, 1758) – Blauwneus